# Citroën C2
A Citroën C2 a francia Citroën autógyár által gyártott személyautó.

## Története
A 2003-tól gyártott Citroën C2 a kiskategóriás autók közé tartozik. Elődje a 3-ajtós Citroën Saxo volt.
2005 októberében megtörtént az első modellfrissítés. Az új verziót az új műszerfalról és a világos színű hátsó lámpákról lehet megismerni. Ezen kívül a választható felszereltségcsomagok is változtak. A Citroën C3-hoz hasonlóan itt is bevezették a Stop&Start rendszert és a Senso Drive váltót, valamint megjelent az 1,4 l-es 16V 88 LE-s motor is a kínálatban. A Stop&Start rendszer azt jelenti, hogy az autó automatikusan leállítja a motort álló helyzetben lenyomott fékpedál mellett, majd indulásnál automatikusan újra beindítja a motort.
A C2 a C3 lerövidített alvázára épül, és a Párizs melletti Aulnay-ben gyártják a C3-mal együtt. A gyár 1973 óta készít Citroëneket, és 2005-ben 283,100 járműt készített.
2006 őszétől Kína részére nem az európai modellt szállítják, hanem ott Peugeot 206 egy modellfrissítésen átesett változatát árulják Citroën C2 márkanéven.

## Motorválaszték
| Benzines - 1,1 (1124 cm³) - 44 kW/60 LE - 1,4 (1360 cm³) - 54 kW/73 LE - 1,4 16V (1360 cm³) - 65 kW/88 LE (csak Stop&Start & Senso Drive rendszerrel együtt) - 1,6 16V (1587 cm³) - 80 kW/109 LE - 1,6 16V VTS (1587 cm³) - 90 kW/122 LE | Dízel - 1,4 HDI (1398 cm³) - 50 kW/68 LE - 1,6 HDI FAP VTS (1560 cm³) - 80 kW/109 LE |

## Citroën C2China
2006 októberétől a PSA csoport a Peugeot 206 átdolgozott változatát árusítja Kínában Citroën C2 márkanévvel ellátva, kizárólag a kínai piac számára. Az előrejelzések szerint több mint 40,000 új autót fognak évente gyártani ebből a típusból Kínában a Wuhan DPCA gyárában.

## Galéria

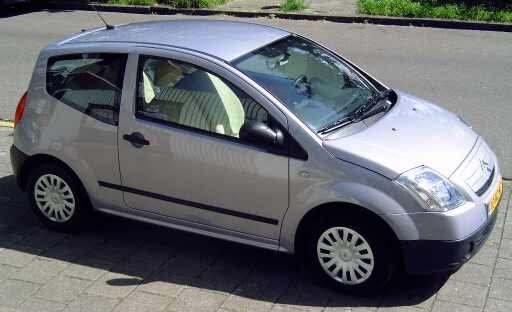
C2
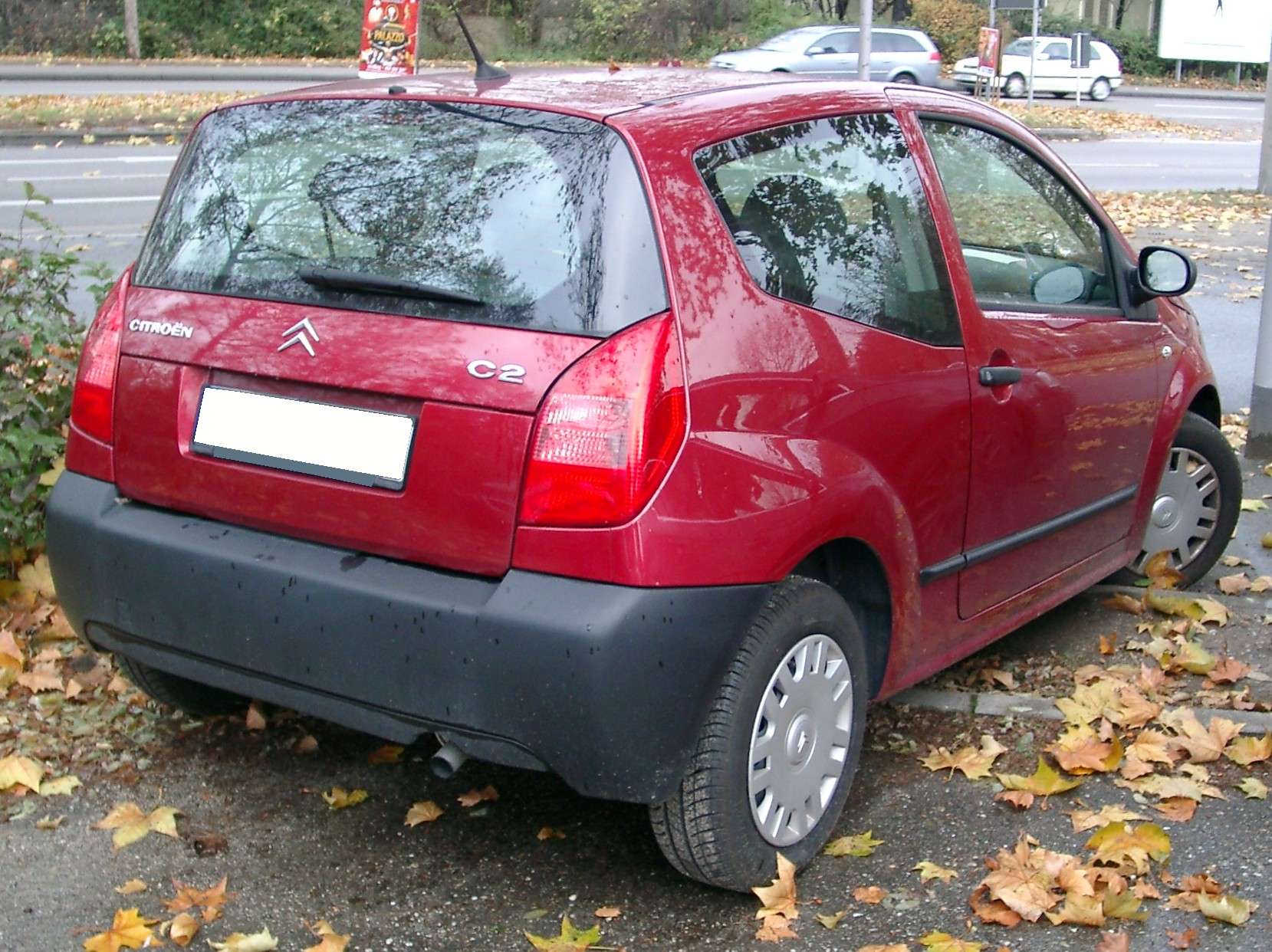
Hátsó nézet
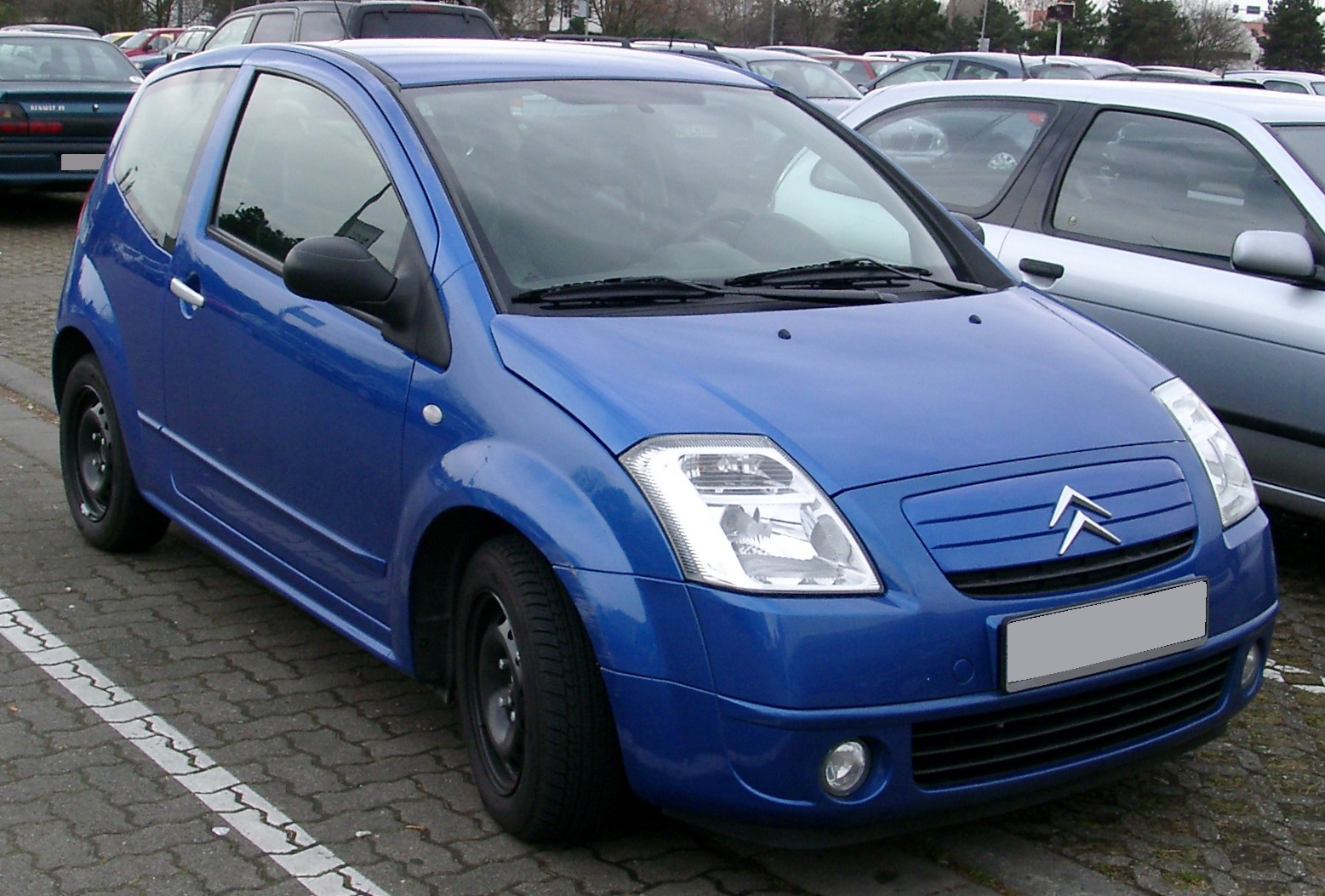
Elülső nézet